# كرايغ ديلينجام
كرايغ ديلينجام (بالإنجليزية: Craig Dillingham)‏ هو مغني وكاتب أغاني أمريكي، ولد في 1958.